# عدنان العيسى
عدنان العيسى لاعب كرة قدم سعودي ، يلعب في الوسط .

## مسيرة اللاعب
كانت بداياته مع نادي الشروق و انتقل إلى نادي النجوم عام 2014 و انتقل إلى نادي الطائي في عام 2019 و انتقل إلى نادي الرياض في عام 2020.

## روابط خارجية
- عدنان العيسى على موقع Soccerway.com (الإنجليزية)